# Аль-Афаси, Мишари Рашид
Миша́ри (ибн/бин) Ра́шид аль-Афа́си (араб. مِشَارِي بِن رَاشِد الْعَفَاسِي‎; имя при рождении: Миша́ри ибн Ра́шид ибн Муха́ммад ибн Гари́б ибн Раши́д аль-Афа́си аль-Мута́йри, араб. الْمُطَيْرِي مِشَارِي إِبْن رَاشِد إبْن غَرِيب إِبْن مُحَمَّد إِبْن رَشِيد الْعَفَاسِي; род. 5 сентября 1976, Эль-Кувейт, Кувейт) — кувейтский чтец Корана, исполнитель нашидов, имам и муэдзин мечети аль-Кабир в Эль-Кувейте с 1999 года.

## Биография
Родился 5 сентября 1976 года в Эль-Кувейте. С 1992 по 1994 год выучил наизусть Коран. Учился на факультете Священного Корана и исламских наук Исламского университета Медины. Там обучался чтению Корана и его толкованию. Получил разрешение (иджаза) на передачу своих знаний по всем 10 кираатам Корана от шейха Ахмеда Абдул-Азиза аз-Заяту, шейха Ибрахима Али аш-Шахата Саманоди и шейха Абдурари Радвана. С 2003 года исполняет исламские песни (нашиды).
В 2008 году был удостоен премии Арабского творческого союза (Египет). 
С 8 октября 2009 года ведёт свой YouTube-канал «Alafasy» (@alafasy).
В 2012 году спел дуэтом с младшей дочерью главы Чечни Рамзана Кадырова Хутмат. После приезда Мишари аль-Афаси в Чеченскую республику российские салафиты взяли фетву саудовского шейха Абдуль-Хамида аль-Джухани, обвинявшего его в нововведениях (бида) и запретившего слушать его нашиды.
На данный момент является имамом и проповедником в мечети аль-Кабир в Кувейте. Женат, имеет двух дочерей и сына. Носил кунью Абу Нурах, но после рождения сына стал носить кунью Абу Рашид.
В июне 2024 года получил бриллиантовую кнопку за первый исламский канал, набравший 10 млн подписчиков на YouTube.

## Официальные сайты и бренд
Официальный сайт Мишари Рашида аль-Афаси — «Alfan Link».
Существует названный в его честь парфюмерный бренд духов и тому подобных изделий «Mishary Alafasy» (Alafasy — Perfumes).